# Saint-Arroumex
Saint-Arroumex ist eine französische Gemeinde mit 145 Einwohnern (Stand 1. Januar 2022) im Département Tarn-et-Garonne in der Region Okzitanien. Sie gehört zum Arrondissement Castelsarrasin und zum Kanton Beaumont-de-Lomagne (bis 2015 Kanton Saint-Nicolas-de-la-Grave). 
Sie grenzt im Norden an Caumont, im Osten an Angeville, im Südosten an Fajolles, im Süden an Coutures, im Südwesten an Gensac und Lavit und im Westen an Asques. Die Bewohner sind sie Saint-Arroumessiens.

## Bevölkerungsentwicklung
| Jahr      | 1962 | 1968 | 1975 | 1982 | 1990 | 1999 | 2008 | 2015 |
| --------- | ---- | ---- | ---- | ---- | ---- | ---- | ---- | ---- |
| Einwohner | 185  | 164  | 158  | 142  | 135  | 139  | 141  | 157  |

## Sehenswürdigkeiten

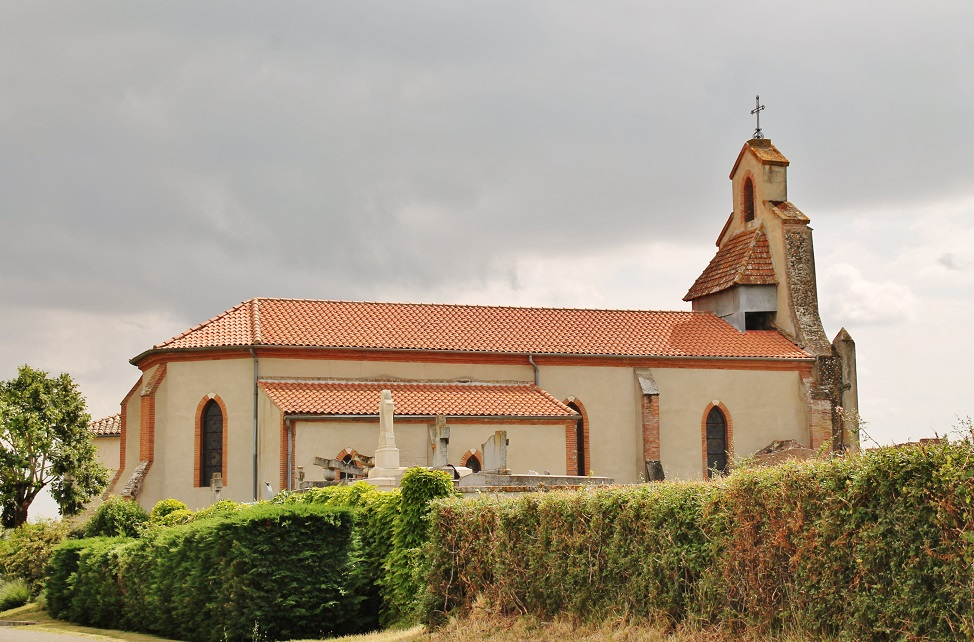
Kirche Sainte-Madeleine

- Kirche Sainte-Madeleine